# John Baylis
John Bruford Baylis (* 27. März 1946 in Barry/Wales) ist ein britischer Politikwissenschaftler und Hochschullehrer.

## Leben und Wirken
John Baylis studierte Politikwissenschaft und Wirtschaftswissenschaft an der University of Wales. Dort erwarb er 1968 den Bachelorgrad und 1970 den Magistergrad. Von 1969 bis 1971 unterrichtete er an der University of Liverpool. Seit 1971 war er dann während seiner gesamten Dienstzeit als Hochschullehrer an der University of Wales tätig. Dort promovierte er 1985 zum Ph.D. und wurde 1989 zum Professor ernannt. Baylis beschäftigt sich in Lehre, Forschung und seinen Veröffentlichungen vor allem mit dem Gebiet der Internationalen Beziehungen sowie der britischen bzw. europäischen Sicherheitspolitik vor allem auf dem nuklearen Sektor. Außerdem schrieb er über die anglo-amerikanischen Beziehungen auf dem Verteidigungssektor. Von 1975 bis 1982 war er als akademischer Berater am National Defence College in Latimer tätig.
Bis 2008 amtierte er als Vizekanzler der Swansea University. John Baylis ist Mitglied der Royal Historical Society.

## Veröffentlichungen (Auswahl)
- (Hrsg.): British defence policy in a changing world. Croom Helm, London 1977, ISBN 0-85664-374-2.
- Anglo-American defence relations 1939–1980. The special relationship. Macmillan, London 1981, ISBN 0-333-23646-7 (2. Aufl. 1984, ISBN 0-333-36695-6).
- (Hrsg., mit Gerald Segal): Soviet strategy. Croom Helm, London 1981, ISBN 0-86598-050-0.
- NATO strategy. The case for a new strategic concept. In: International affairs, Bd. 64 (1988), S. 43–59.
- (Hrsg.): Alternative approaches to British defence policy. Macmillan, London 1983, ISBN 0-333-35113-4.
- (Mitautor): Contemporary strategy. 2. Aufl. Zwei Bände. Holmes & Meier, New York 1987.
- (mit Ken Booth): Britain, NATO and nuclear weapons. Alternative defence versus alliance reform. Macmillan, London 1989, ISBN 0-333-43403-X.
- (Hrsg.): Makers of nuclear strategy. Pinter, London 1991, ISBN 1-85567-025-9.
- (Hrsg., mit Nicholas J. Rengger): Dilemmas of world politics. International issues in a changing world. Clarendon Press, Oxford 1992, ISBN 0-19-827351-7.
- The diplomacy of pragmatism. Britain and the formation of NATO 1942–49. Macmillan, Basingstoke 1993, ISBN 0-333-57835-X.
- Ambuiguity and deterrence. British nuclear strategy, 1945–1964 (= Nuclear history program, Bd. 4). Clarendon Press, Oxford 1995, ISBN 0-19-828012-2.
- (Hrsg.): Anglo-American relations since 1939. The enduring alliance. Manchester University Press, Manchester 1997, ISBN 0-7190-4778-1.
- (Hrsg., mit Steve Smith): The globalization of world politics. An introduction to international relations. Oxford University Press, Oxford 1997, ISBN 0-19-878108-3 (9. Aufl. 2023, ISBN 978-0-19-289814-2).
- European security in the Post-Cold war era. The continuing struggle between realism and utopianism. In: European security, Bd. 7 (1998), S. 14–27.
- The old and the new. In: Carl Cavanagh Hodge (Hrsg.): Redefining European security. Garland, New York 1999, S. 13–114, ISBN 0-8153-2791-9.
- (Hrsg.): Alternative nuclear futures. The role of nuclear weapons in the post-cold war world. Oxford University Press, Oxford 2000, ISBN 0-19-829624-X.
- (Hrsg.): Strategy in a contemporary world. An introduction to strategic studies. Oxford University Press, Oxford 2002, ISBN 0-19-878273-X (7. Aufl. 2022, ISBN 978-0-19-284571-9).
- (Hrsg., mit John Roper): The United States and Europe. Beyond the neo-conservative divide? Routledge, London 2006, ISBN 0-203-02757-4.
- Wales and the bomb. The role of Welsh scientists in the British nuclear programme. University of Wales Press, Cardiff 2019, ISBN 978-1-78683-359-4.